# 黄民
黄民（1960年3月—）湖南长沙人，中华人民共和国铁路高管。

## 生平
1977年7月参加工作，1984年12月加入中国共产党，北京交通大学经管学院产业经济学专业毕业，研究生学历，经济学博士学位，提高工资待遇高级工程师。1977年7月至1978年2月，任湖南省衡阳市湘江农场知青。1978年2月至1982年1月，在兰州铁道学院运输系铁道运输专业学习。1982年1月至1984年12月，铁道部科学研究院运输管理工程专业硕士研究生。1984年12月至1986年6月，任铁道部科学研究院运输及经济研究所研究实习员。1986年6月至1990年7月，任铁道部科学研究院运输及经济研究所运输组织研究室副主任。1990年7月至1993年6月，任铁道部科学研究院运输及经济研究所副所长。其间，1992年5月至1992年7月在铁道部党校第五期干部进修班学习。
1993年6月至1995年12月，任铁道部发展计划司营业线计划处副处长、长期规划处副处长。1995年12月至1998年8月，任铁道部发展计划司长期规划处处长。1998年8月至2003年7月，任铁道部发展计划司副司长。其间，2002年9月至2002年12月在国家行政学院第15期司局级公务员任职培训班学习。2003年7月至2005年5月，任铁道部发展计划司司长。其间，1999年9月至2005年4月在北京交通大学经管学院产业经济学专业在职研究生学习，获经济学博士学位。2005年5月至2008年4月，任铁道部总经济师、发展计划司司长。2008年4月至2009年8月，任铁道部呼和浩特铁路局党委书记。
2009年8月至2014年4月，任国家发展改革委基础产业司司长。2014年4月至2014年8月，任国家发展改革委固定资产投资司司长。2014年8月起，任中国铁路总公司副总经理、党组成员。